# Eurytoma pallidiceps
Eurytoma pallidiceps is een vliesvleugelig insect uit de familie Eurytomidae. De wetenschappelijke naam is voor het eerst geldig gepubliceerd in 1851 door Spinola.